# Състав на смес
Съставът на една смес може да се изрази по различни начини и с различни величини. Всеки един от тези начини може да има предимства в едни случаи и недостатъци в други.

## Масова част
Масовата част wi на компонента i е дефинирана като отношение на масата mi на компонента i към масата на сместа m.
{\displaystyle w_{i}={\frac {m_{i}}{m}}={\frac {m_{i}}{\sum {m_{j}}}}}
Масовата част няма дименсия, тя е безразмерна величина, за пояснение обаче често се записва като [gi/gсмес], [kgi/kgсмес] и пр. Масовата част е удобна при практическа работа в лаборатория, защото всички маси/масата на сместа могат да се определят лесно и бързо с везна.
Масовата част не се променя с налягането или температурата.

## Моларна част
Моларната част xi е съотношението на количеството вещество ni на компонента i към броя молове n на всички компоненти в сместа.
{\displaystyle x_{i}={\frac {n_{i}}{n}}={\frac {n_{i}}{\sum {n_{j}}}}}
За пояснение се записва [moli/molсмес] и пр. Удобна е в термодинамиката или физикохимията, особено ако се разглеждат химични реакции. Неудобство при практическа работа е това, че количеството вещество не може да се измери директно. Молна част на компонент в проба с неизвестен състав може да се определи, само ако може да се определи броят молове на всички компоненти. Дори и при известна маса на сместа, броят молове в сместа не може да се определи.

## Обемна част
Обемът Vi на компонента i, отнесен към сумата от обемите на всички компоненти:
{\displaystyle v_{i}={\frac {V_{i}}{\sum {V}}}}
За смесите от (идеални) газове обемната част vi е равна на молната част xi.
Внимание: Сумата от обемите на две течности не винаги е равна на обема на тяхната смес.
„Частите“ имат стойности от 0 (в сместа няма компонент i) до 1 (чист компонент i). Сумата от частите на всички компоненти в сместа е винаги единица.
{\displaystyle \sum _{i=1}^{n}w_{i}=1;\ \sum _{i=1}^{n}x_{i}=1;...}
„Частите“, умножени със сто, дават съответните (масови, молни или обемни) проценти.

## Относителна масова концентрация
Относителната масова концентрация Wi е дефинирана като отношение на масата mi на компонента i към масата mA на даден компонент A (напр. разтворителя) в сместа.
{\displaystyle W_{i}={\frac {m_{i}}{m_{A}}}} [kgi/kgA], ...
Използва се например в сушенето, за да се обозначи съдържанието на влага във въздуха в [kgH2O/kg(сух) въздух], в абсорбцията и пр. В този случай е по-удобна, защото масата на сухия въздух не се мени по време на сушенето и това опростява изчисленията. С Wi често се задава разтворимостта на течности и твърди вещества в течност.

## Относителна молна концентрация
Дефинирана е аналогично на относителната масова концентрация:
{\displaystyle X_{i}={\frac {n_{i}}{n_{A}}}} [moli/molA], ...
Относителните концентрации имат стойности от 0 до ∞ (чист компонент i). Сумата на относителните масови концентрации на всички компоненти в сместа не е равна на единица.
{\displaystyle \sum _{i=1}^{n}W_{i}={\frac {1}{w_{A}}};\ \sum _{i=1}^{n}X_{i}={\frac {1}{x_{A}}}}

## Моларност
Дефинирана е като броя молове ni на компонента i в единица обем V на сместа/разтвора. Нарича се още моларна концентрация. Моларността Ci е това, което повечето хора имат предвид, когато употребят разговорно думата „концентрация“.
{\displaystyle C_{i}={\frac {n_{i}}{V}}} [moli/L]
Моларността се обозначава с М след числото, например 0,1 М = 0,1 [moli/L], 1 mM = 1 [mmol/L]. Макар че моларността е широко употребявана, тя има някои недостатъци. Обемът на една смес се определя по принцип с по-ниска точност от масата. Обемът на сместа се мени с температурата! Тоест моларността на един разтвор при 20 °С не се равнява на моларността на същия разтвор при напр. 50 °С! Затова тази единица не се препоръчва при концентрирани разтвори.
Аналогично на моларната концентрация могат да се дефинират масова и обемна концентрация, които са съответно масата или обема на компонента i разделена на обема на сместа/разтвора.
Така например масовата концентрация ρi е:
{\displaystyle \rho _{i}={\frac {m_{i}}{V}}} [kgi/m3], [gi/L], ...
По дефиниция сумата на масовите концентрации ρi на всички компоненти е равна на плътността на сместа: {\displaystyle \sum _{i=1}^{n}\rho _{i}=\rho _{m}}.

## Молалност
Молалността е дефинирана като броя молове ni на компонента i разделен на масата на разтворителя А.
{\displaystyle b_{i}={\frac {n_{i}}{m_{A}}}} [moli/kgА]
Молалността се обозначава понякога с m след числото, например 0,1 m = 0,1 [moli/kgразтворител].

## ppx единици
pph (parts per hundred, = %) = 1/100 (напр. 1 kg/100 kg, 1 L/100 L и пр.)
ppt (parts per thousand, = ‰) = 1/1000
ppm (parts per million) = 1/1 000 000
ppb (parts per billion) = 1/1 000 000 000
ppx единиците са безразмерни по дефиниция. Те водят често до обърквания, затова при употребата им трябва изрично да се обозначи дали става въпрос за обемни или масови части (ppmv=volume ppmw=weight). В някои дисциплини ppm обозначава и mg/m3, което не е безразмерна величина. По тази причина употребата на ppx единиците не се препоръчва.

## Превръщане
Превръщането на някои от величините за двукомпонентна смес от i и j може да стане с посочените в следната таблица формули:
| Търси се\Дадено | wi                                                     | xi                                                     | Wi                                                         | Xi                                                                 | Ci                                                           | ρi                                                                     |
| --------------- | ------------------------------------------------------ | ------------------------------------------------------ | ---------------------------------------------------------- | ------------------------------------------------------------------ | ------------------------------------------------------------ | ---------------------------------------------------------------------- |
| wi              | -                                                      | {\displaystyle {\frac {x_{i}*M_{i}}{M_{m}}}}           | {\displaystyle {\frac {W_{i}}{1+W_{i}}}}                   | {\displaystyle {\frac {X_{i}*M_{i}}{X_{i}*M_{i}+M_{j}}}}           | {\displaystyle {\frac {C_{i}*M_{i}}{\rho _{m}}}}             | {\displaystyle {\frac {\rho _{i}}{\rho _{m}}}}                         |
| xi              | {\displaystyle {\frac {w_{i}*M_{m}}{M_{i}}}}           | -                                                      | {\displaystyle {\frac {W_{i}*M_{j}}{W_{i}*M_{j}+M_{i}}}}   | {\displaystyle {\frac {X_{i}}{1+X_{i}}}}                           | {\displaystyle {\frac {C_{i}*M_{m}}{\rho _{m}}}}             | {\displaystyle {\frac {\rho _{i}*M_{m}}{\rho _{m}*M_{i}}}}             |
| Wi              | {\displaystyle {\frac {w_{i}}{1-w_{i}}}}               | {\displaystyle {\frac {x_{i}*M_{i}}{M_{j}*(1-x_{i})}}} | -                                                          | {\displaystyle {\frac {X_{i}*M_{i}}{M_{j}}}}                       | {\displaystyle {\frac {C_{i}*M_{i}}{\rho _{m}-C_{i}*M_{i}}}} | {\displaystyle {\frac {\rho _{i}}{\rho _{m}-\rho _{i}}}}               |
| Xi              | {\displaystyle {\frac {w_{i}*M_{j}}{M_{i}*(1-w_{i})}}} | {\displaystyle {\frac {x_{i}}{1-x_{i}}}}               | {\displaystyle {\frac {W_{i}*M_{j}}{M_{i}}}}               | -                                                                  | {\displaystyle {\frac {C_{i}*M_{j}}{\rho _{m}-C_{i}*M_{i}}}} | {\displaystyle {\frac {\rho _{i}*M_{j}}{(\rho _{m}-\rho _{i})*M_{i}}}} |
| Ci              | {\displaystyle {\frac {w_{i}*\rho _{m}}{M_{i}}}}       | {\displaystyle {\frac {x_{i}*\rho _{m}}{M_{m}}}}       | {\displaystyle {\frac {W_{i}*\rho _{m}}{M_{i}*(1+W_{i})}}} | {\displaystyle {\frac {X_{i}*\rho _{m}}{M_{i}*X_{i}+M_{j}}}}       | -                                                            | {\displaystyle {\frac {\rho _{i}}{M_{i}}}}                             |
| ρi              | {\displaystyle w_{i}*\rho _{m}}                        | {\displaystyle {\frac {\rho _{m}*M_{m}*x_{i}}{M_{i}}}} | {\displaystyle {\frac {W_{i}*\rho _{m}}{1+W_{i}}}}         | {\displaystyle {\frac {M_{i}*X_{i}*\rho _{m}}{M_{i}*X_{i}+M_{j}}}} | {\displaystyle M_{i}*C_{i}}                                  | -                                                                      |

Легенда:

M е моларна маса, g/mol 

ρ е плътност, g/l 

m е смес 

i е компонент i 